# Ballon d'or 1981
Navigation
Édition précédente Édition suivante
Le Ballon d'or 1981 récompensant le meilleur footballeur européen évoluant en Europe a été attribué à l'ouest-allemand Karl-Heinz Rummenigge, il devance les Allemands Paul Breitner et Bernd Schuster sur le podium.
C'est son deuxième trophée consécutif du prix décerné par le journal France Football depuis 1956, qui récompense le meilleur joueur de football sur année civile.

## Vote
Vingt-six journalistes ont pris part au vote (Allemagne de l'Ouest, Allemagne de l'Est, Angleterre, Autriche, Belgique, Bulgarie, Danemark, Espagne, France, Finlande, Grèce, Hongrie, Irlande, Italie, Luxembourg, Norvège, Pays-Bas, Pologne, Portugal, Roumanie, Suède, Suisse, Tchécoslovaquie, Turquie, Union soviétique et Yougoslavie).

## Classement complet
| Rang | Nom                   | Club                        | Nationalité          | Points |
| ---- | --------------------- | --------------------------- | -------------------- | ------ |
| 1    | Karl-Heinz Rummenigge | Bayern Munich               | Allemagne de l'Ouest | 106    |
| 2    | Paul Breitner         | Bayern Munich               | Allemagne de l'Ouest | 64     |
| 3    | Bernd Schuster        | FC Barcelone                | Allemagne de l'Ouest | 39     |
| 4    | Michel Platini        | Saint-Étienne               | France               | 36     |
| 5    | Oleg Blokhine         | Dinamo Kiev                 | Union soviétique     | 14     |
| 6    | Dino Zoff             | Juventus                    | Italie               | 13     |
| 7    | Ramaz Shengelia       | FC Dinamo Tbilissi          | Union soviétique     | 10     |
| 8    | Aleksandr Tchivadze   | FC Dinamo Tbilissi          | Union soviétique     | 9      |
| 9    | Liam Brady            | Juventus                    | Irlande              | 7      |
|      | John Wark             | Ipswich Town                | Écosse               | 7      |
| 11   | Zbigniew Boniek       | Widzew Łódź                 | Pologne              | 6      |
|      | Maxime Bossis         | FC Nantes                   | France               | 6      |
|      | David Kipiani         | FC Dinamo Tbilissi          | Union soviétique     | 6      |
|      | Bruno Pezzey          | Eintracht Francfort         | Autriche             | 6      |
|      | András Törőcsik       | Újpest FC                   | Hongrie              | 6      |
| 16   | Horst Hrubesch        | Hambourg SV                 | Allemagne de l'Ouest | 5      |
|      | Ruud Krol             | SSC Naples                  | Pays-Bas             | 5      |
|      | Vladimir Petrović     | Étoile rouge de Belgrade    | Yougoslavie          | 5      |
| 19   | Trevor Brooking       | West Ham United             | Angleterre           | 4      |
|      | Zlatko Vujović        | Hajduk Split                | Yougoslavie          | 4      |
| 21   | Giancarlo Antognoni   | ACF Fiorentina              | Italie               | 3      |
|      | Luis Arconada         | Real Sociedad               | Espagne              | 3      |
|      | Jan Ceulemans         | FC Bruges                   | Belgique             | 3      |
|      | Kenny Dalglish        | Liverpool                   | Écosse               | 3      |
|      | Bryan Robson          | WBA / Manchester United     | Angleterre           | 3      |
|      | Frank Stapleton       | Arsenal / Manchester United | Irlande              | 3      |
|      | Wilfried Van Moer     | KSK Beveren                 | Belgique             | 3      |
| 28   | Grzegorz Lato         | KSC Lokeren                 | Pologne              | 2      |
|      | Tibor Nyilasi         | Ferencváros TC              | Hongrie              | 2      |
|      | Włodzimierz Smolarek  | Widzew Łódź                 | Pologne              | 2      |
|      | Frans Thijssen        | Ipswich Town                | Pays-Bas             | 2      |
| 32   | António Oliveira      | Sporting Portugal           | Portugal             | 1      |
|      | Uli Stielike          | Real Madrid                 | Allemagne de l'Ouest | 1      |
|      | Jesús María Zamora    | Real Sociedad               | Espagne              | 1      |